# Пшеничненська сільська рада (Васильківський район)
Пшени́чненська сільська́ ра́да — адміністративно-територіальна одиниця та орган місцевого самоврядування в Васильківському районі Київської області. Адміністративний центр — село Пшеничне.

## Загальні відомості
Пшеничненська сільська рада утворена в 1990 році .
- Територія ради: 13,976 км²
- Населення ради: 630 осіб (станом на 2001 рік)

## Населені пункти
Сільській раді підпорядковані населені пункти:
- с. Пшеничне

## Склад ради
Рада складається з 16 депутатів та голови.
- Голова ради: Мусієнко Алла Олександрівна

### Керівний склад попередніх скликань
| Прізвище, ім'я, по батькові | Основні відомості                                                 | Дата обрання | Дата звільнення |
| --------------------------- | ----------------------------------------------------------------- | ------------ | --------------- |
| Козак Юлія Федорівна        | Сільський голова, 1958 року народження, позапартійна              | 26.03.2006   | 31.10.2010      |
| Григорусь Віктор Михайлович | Сільський голова, 1955 року народження, освіта вища, безпартійний | 31.10.2010   | 07.03.2014      |
| Мусієнко Алла Олександрівна | Сільський голова, 1982 року народження, освіта вища, позапартійна | 26.10.2014   |                 |

Примітка: таблиця складена за даними сайту Верховної Ради України

### Депутати
За результатами місцевих виборів 2010 року депутатами ради стали:

#### За суб'єктами висування
| Суб'єкт висування | Кількість обраних депутатів | %   |
| ----------------- | --------------------------- | --- |
| Самовисування     | 16                          | 100 |

#### За округами
| № округу | Прізвище, ім'я, по батькові    | Дата визнання обраним | Освіта  | Партійна приналежність             | Відомості про обраного депутата                             |
| -------- | ------------------------------ | --------------------- | ------- | ---------------------------------- | ----------------------------------------------------------- |
| 1        | Максак Петро Олександрович     | 02.11.2010            | середня | позапартійний                      | ВП НУБ і П «Агростанція», інженер                           |
| 2        | Жегулін Сергій Вікторович      | 02.11.2010            | вища    | позапартійний                      | ТОВ «А. Е.Д.», заступник головного енергетика               |
| 3        | Ткаченко Ігор Іванович         | 02.11.2010            | вища    | позапартійний                      | ТОВ «Цепрпелін Україна ТОВ», сервіс координатор             |
| 4        | Максак Ольга Петрівна          | 02.11.2010            | вища    | позапартійна                       | УКР НДІ «Ресурс», інженер                                   |
| 5        | Єфименко Галина Іванівна       | 02.11.2010            | середня | член Соціалістичної партії України | тимчасово не працює                                         |
| 6        | Григорусь Таїсія Леонідівна    | 02.11.2010            | вища    | позапартійна                       | ВП НУБ і П «Агростанція», науковий співробітник             |
| 7        | Вдовиченко Олена Володимирівна | 02.11.2010            | вища    | позапартійна                       | тимчасово не працює                                         |
| 8        | Вдовиченко Катерина Іванівна   | 02.11.2010            | вища    | позапартійна                       | Пшеничненська сільська рада, секретар                       |
| 9        | Карпук Віталій Володимирович   | 02.11.2010            | вища    | позапартійний                      | ВП НУБ і П «Агростанція», рибовод                           |
| 10       | Сташевська Юлія Павлівна       | 02.11.2010            | вища    | позапартійна                       | ВП НУБ і П «Агростанція», головний економіст                |
| 11       | Мусієнко Алла Олександрівна    | 02.11.2010            | вища    | позапартійна                       | Пшеничненська сільська рада, головний бухгалтер             |
| 12       | Ведмідь Надія Мечиславівна     | 02.11.2010            | середня | позапартійна                       | Пшеничненська загальноосвітня школа І-ІІІ ст., техпрацівник |
| 13       | Миронюк Павло Іванович         | 02.11.2010            | середня | позапартійний                      | Пшеничненська загальноосвітня школа І-ІІІ ст., сторож       |
| 14       | Попов Олександр Миколайович    | 02.11.2010            | вища    | позапартійний                      | Пшеничненська загальноосвітня школа І-ІІІ ст., директор     |
| 15       | Мороз Олексій Олексійович      | 02.11.2010            | вища    | позапартійний                      | ВП НУБ і П «Агростанція», науковий співробітник             |
| 16       | Гудзьо Олександр Володимирович | 02.11.2010            | середня | член Соціалістичної партії України | УКБ «Чорнобиль», інженер                                    |